# Kauffman Stadium
Kauffman Stadium is het honkbalstadion van de Kansas City Royals uitkomend in de Major League Baseball.
Kauffman Stadium opende zijn deuren op 10 april 1973 onder de naam Royals Stadium. In 1993 kreeg het stadion de naam Kaufmann Stadium. Het stadion staat in de stad Kansas City in de staat Missouri. Het heeft de bijnaam The K. De jaarlijkse Major League Baseball All-Star Game werd in 1973 en 2012 in het stadion gespeeld.

## Feiten
- Geopend: 10 april 1973
- Ondergrond: Poa Pratensis (Kentucky Bluegrass / Perennial Ryegrass)
- Constructiekosten: 70 miljoen US $ / Renovatiekosten 2007 - 2009: 250 miljoen US $
- Architect(en): Kivett and Myers / Renovatie 2007 - 2009: Populous (voorheen HOK Sport)
- Bouwer: Bob D. Campbell & Company
- Capaciteit: 37.903 (2009)
- Adres: Kauffman Stadium, 1 Royal Way, Kansas City, MO 64129 (U.S.A.)

## Veldafmetingen honkbal
- Left Field: 330 feet (100,6 meter)
- Left Center: 387 feet (118 meter)
- Center Field: 410 feet (125 meter)
- Right Center: 387 feet (118 meter)
- Right Field: 330 feet (100,6 meter)